# Global Internet Forum to Counter Terrorism

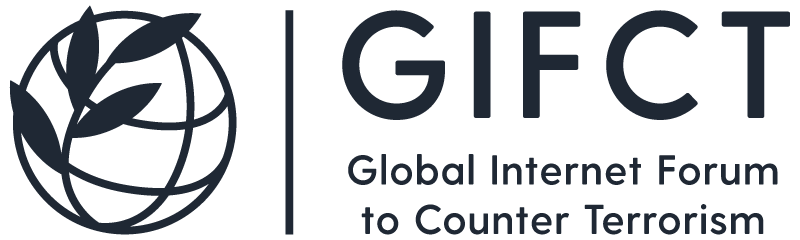
GIFCT logo

Das Global Internet Forum to Counter Terrorism (GIFCT) ist eine Initiative der Internetbranche, um die Förderung des Terrorismus mit den Mitteln des Internets zu verhindern. Es wurde 2017 von einem Konsortium von Unternehmen unter der Führung von Facebook (jetzt Meta), Google/YouTube, Microsoft und Twitter gegründet und 2019 als Organisation ins Leben gerufen. Bis Ende 2021 ist deren Mitgliederzahl auf 18 Unternehmen angewachsen. Das GIFCT begann mit einer gemeinsamen Hash-Datenbank für ISIS-bezogenes Material, wurde aber nach dem Terroranschlag auf zwei Moscheen in Christchurch, Neuseeland, der über Facebook live gestreamt wurde, auf ein breiteres Spektrum gewalttätiger extremistischer Inhalte ausgeweitet.
Zu den Mitgliedern gehören Microsoft, Meta Platforms (Facebook, Instagram und WhatsApp), YouTube, Twitter, Airbnb, Discord, Dropbox, LinkedIn, Amazon, Mailchimp, Pinterest, JustPaste.it, Tumblr, WordPress.com und Zoom.
GIFCT unterhält eine Datenbank mit Wahrnehmungshashes von terrorismusbezogenen Videos und Bildern, die von seinen Mitgliedern übermittelt werden. Andere Mitglieder können diese freiwillig nutzen, um dasselbe Material auf ihren Plattformen zu sperren. Das indizierte Material umfasst Bilder, Videos und wird um URLs und Textdaten wie Manifeste und andere Dokumente erweitert.